# Harlem (film)
Harlem è un film del 1943 diretto da Carmine Gallone.
Pellicola di propaganda fascista con protagonisti Massimo Girotti, Amedeo Nazzari e Osvaldo Valenti.
Nel 1946 il film fu pesantemente modificato e riedito con il titolo Knock-out (Harlem); aveva una durata ridotta a soli 85 minuti rispetto ai 113 minuti originali, principalmente per eliminare riferimenti antisemiti e antiamericani, ma lasciando quelli razzisti.

## Trama
Tommaso Rossi è un giovane architetto che lascia l'Italia per raggiungere il fratello Amedeo che negli Stati Uniti d'America ha fatto fortuna come costruttore. Scoperto il suo talento per il pugilato, Tommaso accetta le proposte del manager Farrell, e si affida ad un allenatore per provare la carriera sportiva, contro il volere del fratello. Mentre Tommaso inanella una serie di successi, si innamora di Muriel, e diventa popolare, il fratello Amedeo per essersi opposto alla vendita di un immobile diventa il bersaglio di una banda di malfattori. Così, incastrato per un assassinio che non ha commesso, Amedeo viene arrestato e tutte le sue attività sequestrate. Tommaso è vittima del rovescio del fratello venendo scaricato dal suo manager e ignorato da tutti gli altri. I malfattori intendono trattenere Amedeo Rossi in prigione il tempo necessario per far scadere la sua opzione di acquisto sull'immobile sul quale hanno messo gli occhi per una grande speculazione.
Improvvisamente però il vecchio manager di Tommaso gli offre una grande opportunità per un match al Madison Square Garden con il grande pugile di colore Charlie Lamb. Una vittoria, per quanto improbabile, permetterebbe di pagare l'ingente cauzione per liberare il fratello. Tommaso accetta ma la sera del match deve affrontare anche il rapimento del nipote, che il boss Sherman ha organizzato per stroncare l'ambizioso disegno del giovane italiano. E contro ogni pronostico, dopo aver liberato il piccolo Tony con l'aiuto dell'amico Pat, Tommaso fa giusto in tempo a presentarsi per il match e sconfigge il temutissimo avversario. I cattivi finiscono in prigione, mentre Amedeo può uscirne grazie al fratello Tommaso.

### Versione originale
La versione originale del film, meno consolatoria, era fortemente nazionalista, antisemita e antiamericana; Amedeo viene ucciso in un agguato e in punto di morte supplica Tommaso di tornare in patria.

## Produzione
Il film rientra nel filone del cinema di propaganda fascista. e fu girato nel teatro 5 degli studi di Cinecittà tra il 1942 e il 1943.
In origine era previsto Alessandro Blasetti come regista.
Il soggetto era dato dall'omonima novella di Giuseppe Achille pubblicata nel 1939 dalla rivista «Romanzo Mensile» del Corriere della Sera; tra il 1942 e il 1943 l'autore pubblicherà anche una versione come soggetto e un romanzo sempre con lo stesso titolo.
La sceneggiatura fu affidata a esperti di vari campi: Emilio Cecchi come «conoscitore dell'America» (anche per il suo America amara del 1939) e per «il suo gusto di uomo di lettere e di cinema», Sergio Amidei per «la sua esperienza di sceneggiatore», Pietro Peroselli per «la sua competenza di sportivo», Angelo Guidi come «giornalista che ha a lungo vissuto a New York». Sono indicati anche Paolo Monelli e Pietro Carbonelli. Il contributo dello sceneggiatore Giacomo Debenedetti invece non fu accreditato nei titoli a causa delle leggi razziali fasciste.

Carmine Gallone
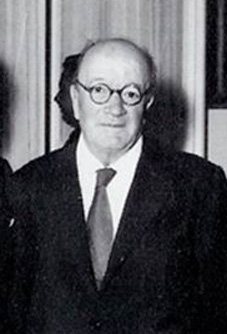
Emilio Cecchi
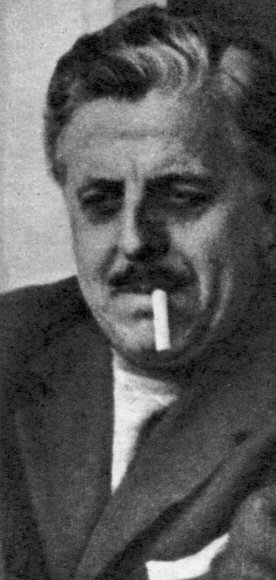
Sergio Amidei
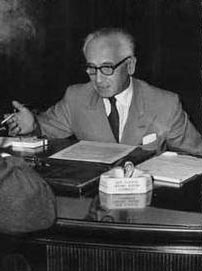
Giacomo Debenedetti

Per gli esterni furono utilizzati cinegiornali americani, mentre l'interno del Madison Square Garden fu ricostruito a Cinecittà.
Per la parte sportiva oltre a Primo Carnera parteciparono i pugili Erminio Spalla, Enrico Venturi e anche Umberto Silvestri. La parte del pugile di colore, sconfitto nel film, fu interpretata dall'italo-congolese Lodovico Longo.
Per il folto pubblico di afroamericani furono utilizzati principalmente prigionieri di guerra. I tedeschi avevano infatti allestito un campo di prigionia a Roma a scopo cinematografico, utilizzando prigionieri di colore per il film Germanin – Die Geschichte einer kolonialen Tat (1943), diretto da Max W. Kimmich; per lo stesso film donne di colore erano state invece trasferite a Roma da Parigi. In Harlem alcune parti parlate furono affidate a uomini provenienti dall'Africa Orientale Italiana che erano venuti in Italia per partecipare ai padiglioni della Mostra d'Oltremare a Napoli del 1940 e rimasero bloccati a causa del conflitto mondiale.

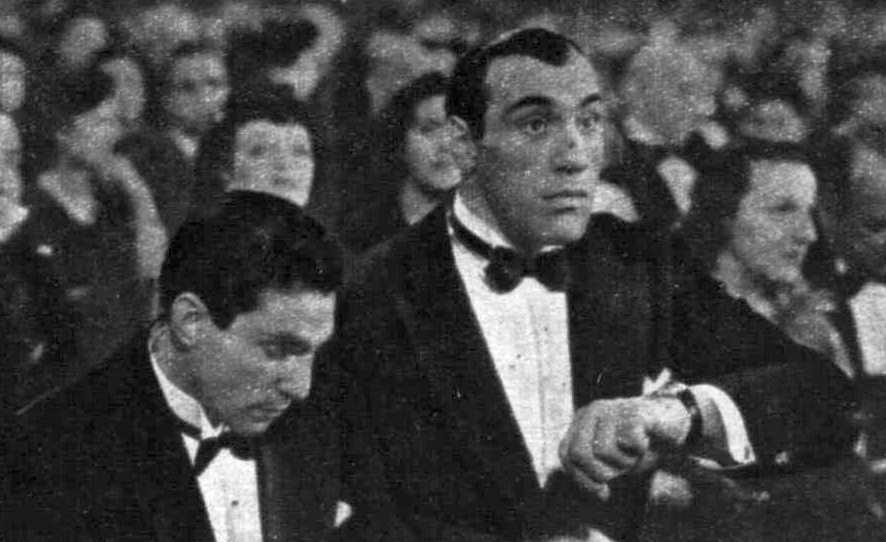
Venturi e Carnera
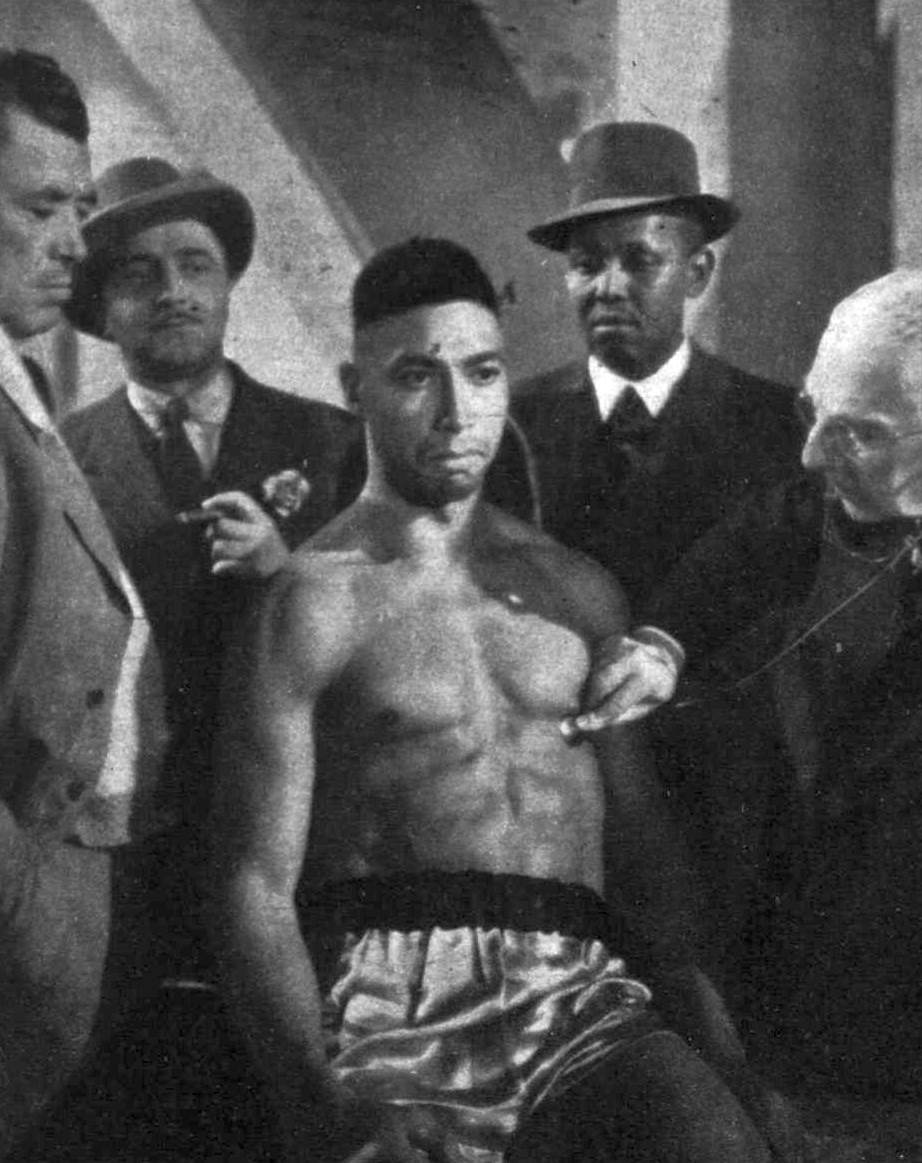
Lodovico Longo
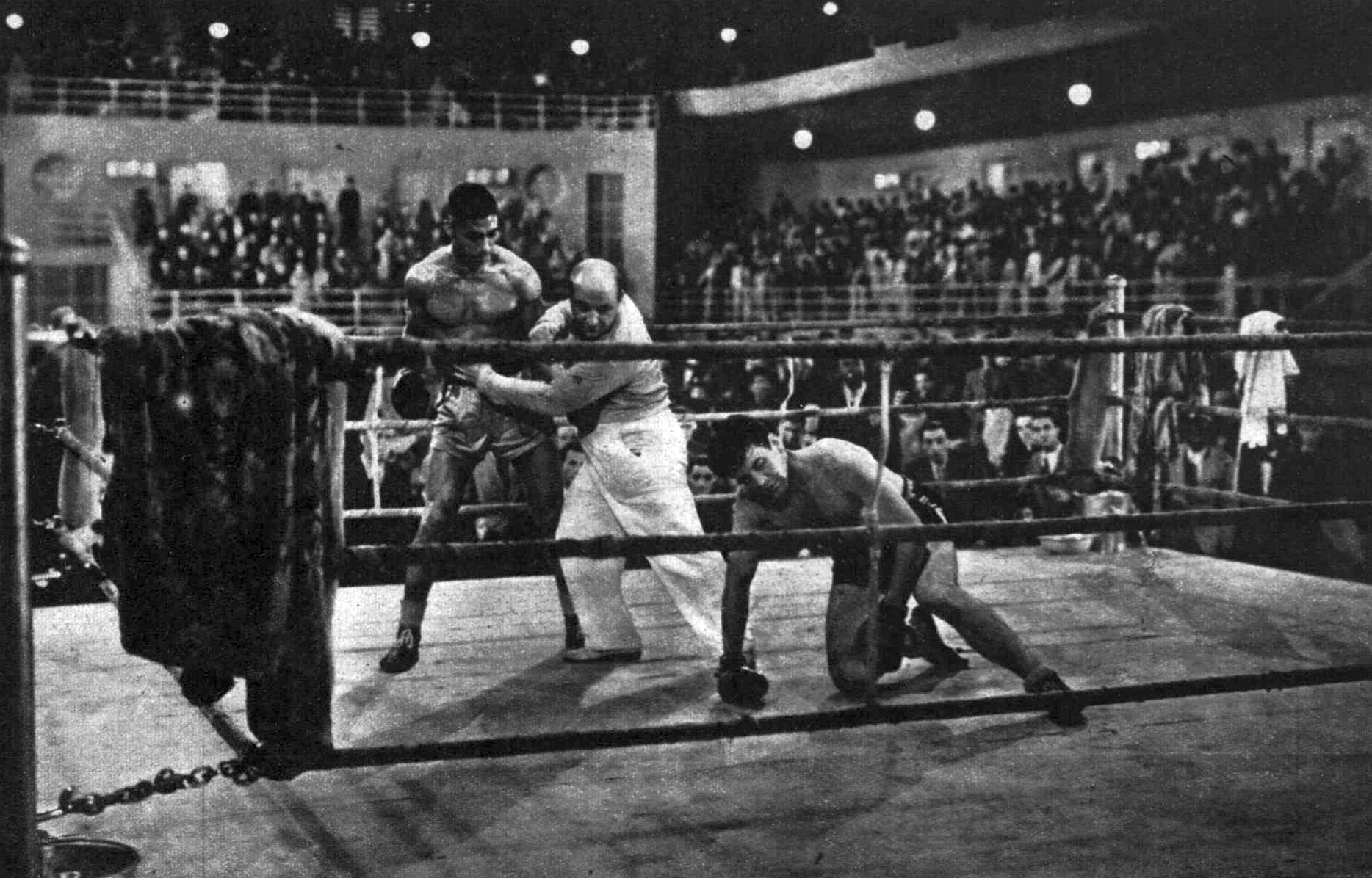
Ricostruzione del Madison Square Garden

## Distribuzione

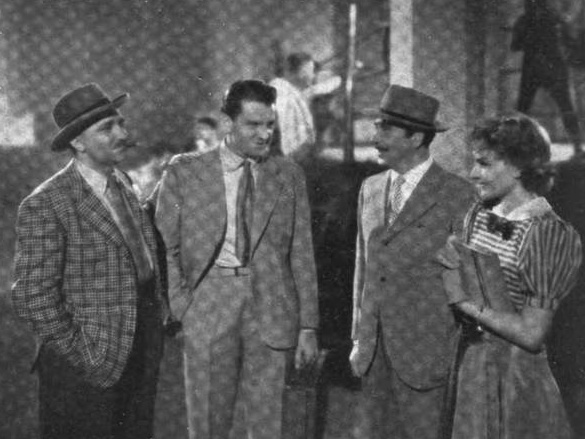
Enrico Glori, Massimo Girotti, Luigi Pavese e Vivi Gioi

Il film fu distribuito nelle sale cinematografiche italiane il 24 aprile del 1943; il visto di censura (n. 31926) fu rilasciato il 6 maggio 1943. La presenza in una piccola parte di Luisa Ferida fu alla base di un concorso radiofonico.
A fine 1946 il film fu rielaborato, eliminando alcune parti con riferimenti alla guerra in Abissinia e al fascismo e le battute antisemite e antiamericane; rimasero invece riferimenti razzisti verso i neri, che furono ridoppiati in modo stereotipato. Nazzari ridoppiò alcune battute antiamericane facendole diventare di elogio all'America; alcune battute di Girotti furono invece ridoppiate da Luigi Pavese (il quale ha preso parte al film anche come attore, con il ruolo di Joe Smith) come nel dialogo riportato di seguito (versione del 1943 e del 1946).
Girotti: Mi sembra che non ti dovresti lamentare. La povera mamma lo diceva sempre, "Il mio Amedeo laggiù ha veramente trovato l'America!"

Nazzari: Eppure sapessi quante volte mi vien voglia di piantar tutto, America, baracca, burattini e tornarmene a casa. Ma ormai è impossibile, sono nell'ingranaggio. Caro Tommaso, questo è un paese dove si muore colle scarpe ai piedi, non lo sai?

Girotti: Che strano, ad essere qui nel tuo cantiere sembra di essere addirittura in Italia, tutti italiani, tutta gente che parla come noi. Facce come se ne vede soltanto in Italia.

Nazzari: Già, con la differenza che qui intorno c'è New York.»
Girotti (voce di Pavese): Mi sembra che non ti dovresti lamentare. La povera mamma lo diceva sempre, "Il mio Amedeo laggiù ha veramente trovato l'America!"

Nazzari: Eppure sapessi quante volte mi son fermato senza fiato con una gran voglia di piantar tutto e tornarmene a casa. Eh, ho resistito e ora sono qualcuno, sì, ma mi sento stanco e conto su di te, sul tuo aiuto. Hai capito?

Girotti (voce di Pavese): Ma certo, sono venuto per questo e credo che non mi sarà difficile ambientarmi, perché gli operai da quello che ho visto sono quasi tutti italiani.

Nazzari: Già, i tre quarti dei muratori di New York.»
Fu anche eliminato ogni esplicito riferimento a Osvaldo Valenti dai titoli (ma non fu possibile eliminarlo completamente dal film). Inizialmente la distribuzione fu consentita solo nell'Italia centro-meridionale, escluse le città di Roma, Napoli e Firenze, mentre nel 1947 fu concessa anche la distribuzione in Veneto e nei centri minori in Piemonte, Liguria e Lombardia; fu esclusa invece l'Emilia-Romagna. Il 5 luglio 1947 a Reggio Emilia copia della pellicola fu sottratta dal teatro Ariosto (dove per errore era stata inviata dalla distribuzione) e fu bruciata con la motivazione che «si trattava di un film fascista, perché tra gli attori vi era Osvaldo Valente».

## Accoglienza
Il film è indicato come maggior incasso per l'anno 1943, con un introito di oltre 10 milioni di lire dell'epoca.
(Comunicazione di Eitel Monaco al ministro Gaetano Polverelli ad aprile 1943)

### Critica
Antonio Pietrangeli, nelle pagine di Bianco e Nero del 1º giugno 1943:

## Opere correlate
- Terrore ad Harlem (2009) è un romanzo di Umberto Lenzi ambientato sul set del film.[23]